# Chaetonotus pawlowskii
Chaetonotus pawlowskii is een buikharige uit de familie Chaetonotidae. De wetenschappelijke naam van de soort werd in 1984 voor het eerst geldig gepubliceerd door Kisielewski. De soort wordt in het ondergeslacht Chaetonotus geplaatst.